# 格拉费内格
格拉费内格是奥地利下奥地利州克雷姆斯兰县的一个市镇。总面积28.58平方公里，总人口2929人，人口密度102.5人/平方公里（2005年）。